# Bottecchia (Fahrradhersteller)

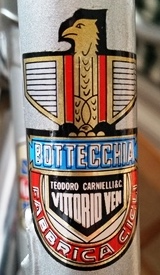
Bottecchia Logo 70/80er Jahre

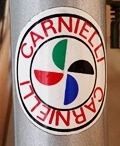
Carnielli Logo 70/80er Jahre

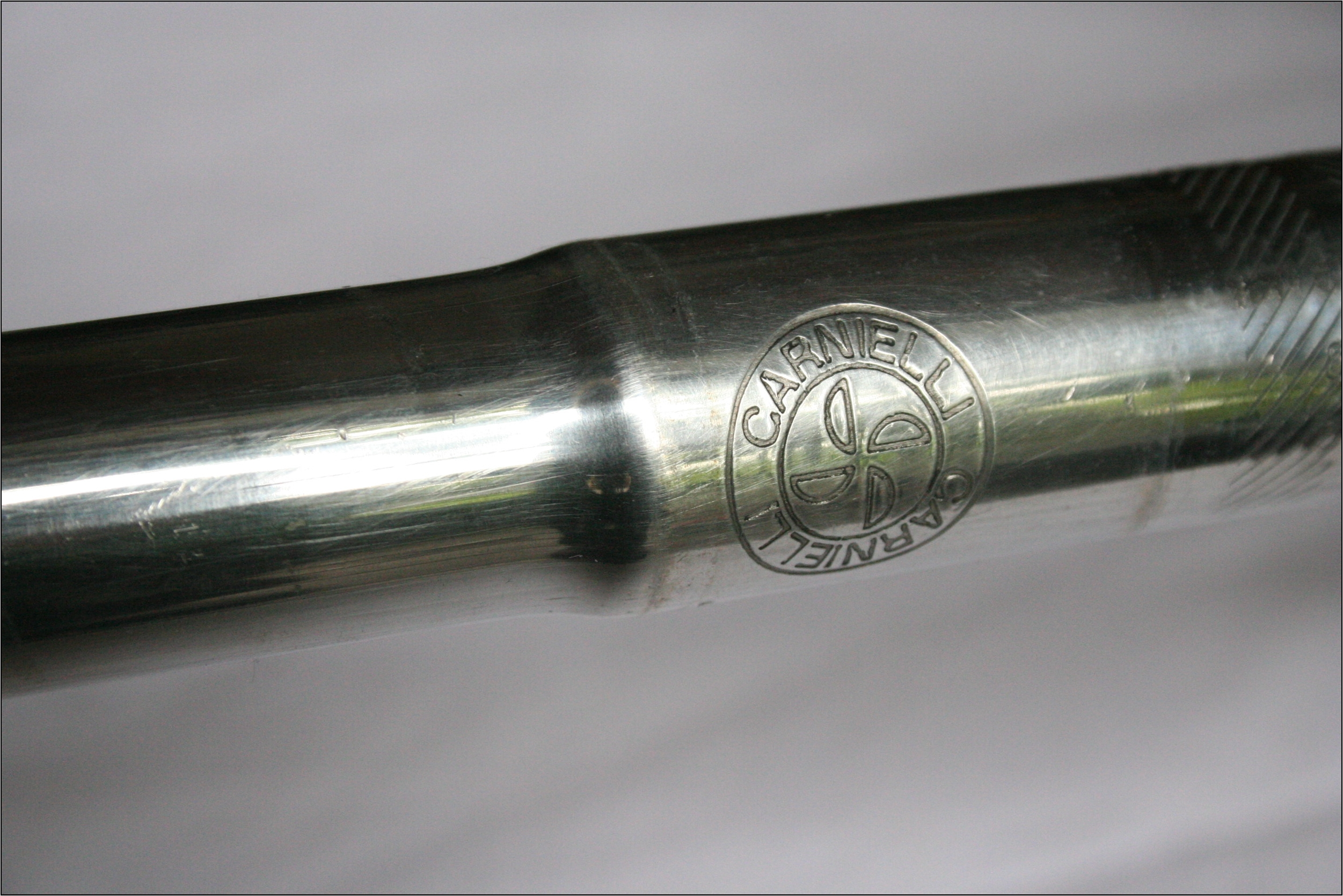
Der Mitgründer Gudio Carnielli spezialisierte sich auf Fahrradkomponenten und stattete u. a. Bottecchia Räder mit Lenkern aus, hier ein Rennradlenker von Carnielli.

Bottecchia ist ein italienischer Hersteller von Fahrrädern aus Cavarzere, der im Jahr 1926 sein erstes Produkt auf den Markt brachte.

## Geschichte
Teodoro Carnielli di Vittorio Veneto lernte Ottavio Bottecchia bereits 1909 kennen. Damals war Carnelli noch ein Handwerker, der Fahrräder und Anhänger reparierte, und zugleich der Präsident des lokalen Radfahrsportvereins. Carnielli erkannte sofort das außergewöhnliche Talent des jungen Ottavio Bottecchia [und tat sich mit ihm zusammen.]
Carnielli und Bottecchia begannen 1926 mit der Herstellung von Fahrrädern, die unter dem Namen des Sportlers als Bottecchia vertrieben wurden.
Die neu gegründete Firma stellte neben den Fahrrädern auch Motorräder unter den Namen Trionfo und Vittoria her. Zwischen 1930 und 1940 arbeiteten bereits an die 100 Menschen für die Firma. Nach dem Tod von Bottecchia setzte die Familie Carnielli die Geschäftstätigkeit fort und dehnte sie noch aus.
Im Jahr 1951 baute Guido Carnielli, ein Sohn des Mitgründers, ein Rad, das nicht umfallen kann, um gehbehinderten Menschen die Rehabilitation zu erleichtern. Er brachte es unter der Bezeichnung Cyclette (dt.: Heimtrainer) auf den Markt.
Die Firma Bottecchia entwickelte sich mit den Jahren zu einem der größeren Hersteller von Touren- und Rennrädern. Im Jahr 2006 wurden mehr als 50.000 Fahrräder der Marke Bottecchia in Europa verkauft.
In Deutschland vertreibt die BBF Bike aus Dahlwitz-Hoppegarten bei Berlin die Marke.